# تشيستر بينيت
تشيستر بينيت (2 أبريل 1919 - 26 نوفمبر 1997) (بالإنجليزية: Chester Bennett)‏ هو لاعب كريكت أسترالي.

## وصلات خارجية
- تشيستر بينيت على موقع إي آس بي آن كريك إنفو (الإنجليزية)